# Christophe Rousset
Christophe Rousset, född 12 april 1961, är en fransk cembalist och dirigent, specialiserad på barockmusik spelad på tidstrogna instrument.